# معركة تلمسان (1103)
معركة تلمسان (1103), معركة بين الدولة الحمادية و حامية المرابطين بتلمسان.

## المعركة
بعد الهزائم المرة ضد المرابطين و خسارته للغرب، لم يقنط المنصور بن الناصر و لم يستسلم و قرر المحاولة، ففي عام 469هـ / جويلية-أوت 1103، جمع المنصور صنهاجة و حلفاؤه الزناتيين وبنو هلال، قبائل الأثبج و رياح و زغبة و ربيعة، و زحف على تلمسان في جيش عدده 20 ألف جندي و 12 محلة و كتائب الأعراب، و عندما وصل إلى وادي سطفسيف (وادي صفصاف، 4 كيلومتر غرب تلمسان), سيّر مقدمة جيشه و أخذ يراقب، فمر تاشفين بن تينعمر والي تلمسان متجها إلى تسالة، فلقي جيش الحماديين الذي هاجمه و انتهت المعركة بهزيمة نكراء للمرابطين أجبرت تاشفين أن يلجئ إلى جبل الصخرة (جزء الشرق من الجبل الواقع جنوب تلمسان)، و دخل الجنود تلمسان لنهبها و لم
يتخلى المنصور عن تلمسان الا تحت ضغط عاطفي، فقد خرجت لهم حواء زوجة تاشفين تطلب العفو لما يجمع الخصمين من أصل واحد، فاحتفى بها و أخرج جنوده و عاد لعاصمته, و هكذا وصف ابن خلدون: «فخرجت اليه حوا زوجة تاشفين أميرهم متذممة راغبة في الابقاء متوسلة بوشائج الصنهاجية . فاكبر قصدها اليه وأكرم موصلها وأفرج عنهم صبيحة يومه وانكفأ راجعا الى حضرته القلعة.»